# Charpentieria
Charpentieria Stabile, 1864 è un genere di molluschi gasteropodi della famiglia Clausiliidae.

## Tassonomia
Il genere comprende le seguenti specie:
- Charpentieria calcarae (Philippi, 1844)
- Charpentieria clavata (Rossmässler, 1836)
- Charpentieria crassicostata (L. Pfeiffer, 1856)
- Charpentieria dyodon (S. Studer, 1820)
- Charpentieria eminens (A. Schmidt, 1868)
- Charpentieria ernae (Fauer, 1978)
- Charpentieria ferrox (R. A. Brandt, 1961)
- Charpentieria gibbula (Rossmässler, 1836)
- Charpentieria grohmanniana (Rossmässler, 1836)
- Charpentieria incerta (Küster, 1861)
- Charpentieria itala (G. von Martens, 1824)
- Charpentieria kobeltiana (Küster, 1876)
- Charpentieria lamellata (Rossmässler, 1836)
- Charpentieria leucophryna (L. Pfeiffer, 1862)
- Charpentieria nobilis (L. Pfeiffer, 1848)
- Charpentieria ornata (Rossmässler, 1836)
- Charpentieria paestana (Philippi, 1836)
- Charpentieria pantocratoris (O. Boettger, 1889)
- Charpentieria piceata (Rossmässler, 1836)
- Charpentieria riberothi (R. A. Brandt, 1961)
- Charpentieria scarificata (L. Pfeiffer, 1856)
- Charpentieria septemplicata (Philippi, 1836)
- Charpentieria spezialensis (H. Nordsieck, 1984)
- Charpentieria splendens (H. Nordsieck, 1996)
- Charpentieria stenzii (Rossmässler, 1836)
- Charpentieria stigmatica (Rossmässler, 1836)
- Charpentieria tiberii (A. Schmidt, 1868)
- Charpentieria vulcanica (Benoit, 1860)